# Rouffignac
Rouffignac település Franciaországban, Charente-Maritime megyében. Lakosainak száma 427 fő (2022. január 1.). Rouffignac Chamouillac, Chartuzac, Courpignac, Coux, Salignac-de-Mirambeau, Tugéras-Saint-Maurice és Villexavier községekkel határos.

## Népesség
A település népessége az elmúlt években az alábbi módon változott:
| Lakosok száma | 475  | 374  | 358  | 427  | 447  | 444  | 422  | 414  | 407  | 427  |
|               | 1968 | 1982 | 1990 | 2006 | 2013 | 2015 | 2017 | 2019 | 2020 | 2022 |